# Gaidropsarus biscayensis
Gaidropsarus biscayensis är en fiskart som först beskrevs av Collett, 1890.  Gaidropsarus biscayensis ingår i släktet Gaidropsarus och familjen lakefiskar. Inga underarter finns listade i Catalogue of Life.